# Labriella fusca
Labriella fusca (лат.) — вид клопов, единственный в составе рода Labriella из семейства Слепняки (Miridae). Встречается в Австралии (Квинсленд).

## Описание
Длина тела около 3 мм. Тело в основном от коричневого до тёмно-коричневого; клавус и кориум с поперечной полосой несколько темнее остальной части гемелитрона; лабиальный сегмент III, щиток на вершине, отметины на кунеусе у основания, отметины на брюшке, переднем и заднем тазиках по крайней мере у основания, голени на вершине, лапки полностью или частично беловато-жёлтые; эндосома с удлиненным склеритом, сужающимся к вершине.
Вид был впервые описан в 2021 году и включён в монотипический род Labriella из подсемейства Cylapinae. Род назван по признаку увеличенного лабрума.